# Sofia Will
Sofia Will (* 2000 in Troisdorf) ist eine deutsche Jazzmusikerin (Altsaxophon, Komposition).

## Wirken
Will, deren Mutter Musikerin ist, lernte bereits im Vorschulalter Geige. Dann wechselte sie zum Saxophon, das sie als Schülerin auch in Bigbands spielte. Sie studierte zunächst an der Hochschule für Musik Mainz bei Claudius Valk, Theresia Philipp und Denis Gäbel, wo sie den Bachelor absolvierte. Sie setzte ihre Studien in Komposition und Performance in Basel bei Guillermo Klein und Chris Cheek fort. 2023/2024 gehörte sie zudem zum Bundesjazzorchester.
2023 veröffentlichte Will mit ihrem Quintett Willkür ihr Debütalbum Springflut. 2025 folgte mit ihrem Tentett Volo das Album Moguntia, das sie beim Jazzfest Bonn vorstellte. Weiterhin hat sie zum Internationalen Frauentag einen selbstproduzierten Dokumentarkurzfilm über die Genderproblematik in der Jazzpädagogik mit Theresia Philipp, Heidi Bayer und Mareike Wiening veröffentlicht.

## Preise und Auszeichnungen
2024 erhielt Will den Förderpreis des Jazzfests Bonn.

## Diskographische Hinweise
- Willkür: Springflut (2023, mit Helen Skobowsky, Fe Fritschi, Grégoire Pignède, Malte Wiest)
- Volo: Moguntia (Unit Records 2025, mit Lars Töpperwien, Carlotta Armbruster, Lucie Graehl, Lukas Wögler, Paul Walke, Leon Hattori, Tabea Kind, Malte Wiest, Aitzi Cofre Real)